# 中国民族管弦乐学会
中国民族管弦乐学会是中华人民共和国民族管弦乐音乐家组成的全国性、学术性、非营利性社会团体，由中华人民共和国文化和旅游部主管。

## 历任会长
- 彭修文
- 朴东生
- 刘锡津
- 吴玉霞